# Стара ратуша (Торонто)
Стара ратуша Торонто (англ. Old City Hall) — адміністративна будівля міської влади Торонто від 1899 до 1966 року. Ратуша  розташована в центрі міста на розі вулиць Квін-стріт і Бей-стріт навпроти Нової ратуші.

## Історія
Будівля в неороманському стилі має годинникову вежу висотою 104 метри і була спроєктована Едвардом Ленноксом у 1889 році. Ім'я Леннокса увічнене на сувої серед декорацій першого поверху, там же є вирізьблене і його портретне зображення. На час відкриття 18 вересня 1899 р. це була найвища будівля міста та найвища адміністративна будівля Північної Америки. Раніше міською ратушею служила будівля частини теперішнього ринку Святого Лаврентія.
У 1965 році міська адміністрація переїхала до нової ратуші. За первісними планами, будівлю старої ратуші мали знести, щоб дати місце ряду хмарочосів. Думали зберегти лише годинникову вежу. Однак громадськість пролобіювала збереження старого будинку. В даний час будівля використовується як суд урядом провінції Онтаріо.

## Вебпосилання
- Стара ратуша )
- emporis.com: Стара ратуша (Торонто)